# Scala eptatonica
Una scala eptatonica è una scala musicale che ha sette gradi per ottava. Un esempio sono le scale maggiori (o minori), (ad esempio Do maggiore: Do Re Mi Fa Sol La Si Do - e la relativa minore, La minore: La Si Do Re Mi Fa Sol La); la scala melodica minore, Do Re Mi♭ Fa Sol La Si Do ascendente, Do Si♭ La♭ Sol Fa Mi♭ Re Do discendente; la scala armonica minore, Do Re Mi♭ Fa Sol La♭ Si Do; e una scala variamente indicata come Romano Bizantina, e Ungherese,, Do Re Mi♭ Fa♯  Sol La♭ Si Do. Nella musica indiana, la teoria musicale classica postula 72 tipi di scala eptatonica, mentre altri teorici ne ipotizzano dodici o dieci, chiamate collettivamente thaat.
Diverse scale eptatoniche, nella musica occidentale, romana, spagnola, ungherese e greca, possono essere analizzate come giustapposizione di tetracordi.

## Scala diatonica
Qualsiasi scala di sette note costruita in sequenza usando solo toni interi e semitoni, ripetuti all'ottava, ha un centro tonale ed è composta da un solo intervallo di tritono compreso tra due gradi della scala, che assicura che gli intervalli di semitono siano il più lontano possibile. Nella musica occidentale, ci sono sette di queste scale, e sono comunemente note come modo (ionico, dorico, frigio, lidio, misolidio, eolio e locrio). Tuttavia, nella musica classica indiana, sono possibili un massimo teorico di 72 scale eptatoniche anche se ne sono realmente utilizzate un numero minore.

## Scala minore melodica

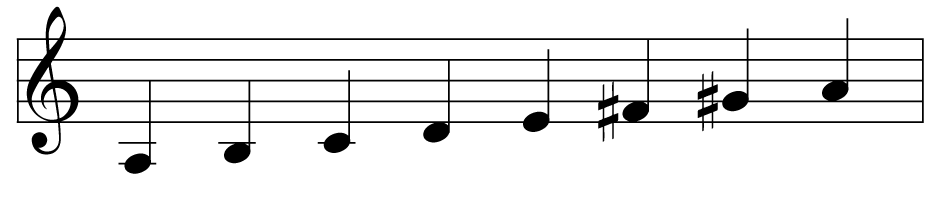
Scala melodica minore (ascendente) di La

Nella teoria tradizionale classica, la scala minore melodica ha due forme, come si può vedere sopra, una ascendente e l'altra discendente. Anche se ciascuna di queste forme di per sé comprende sette gradi, nell'insieme ne comprende nove, cosa che potrebbe sembrare mettere in discussione il concetto di scala eptatonica. In alcune musiche del XX secolo, tuttavia, è diventato comune sistematicamente utilizzare la forma ascendente sia per i passaggi ascendenti che per quelli discendenti. Un tale uso è stato attribuito alle opere di Béla Bartók e al bop e post-bop della musica jazz. La forma discendente tradizionale della scala minore melodica è equivalente alla scala naturale minore sia come insieme di altezze sia come centro tonale.

## Scala minore armonica

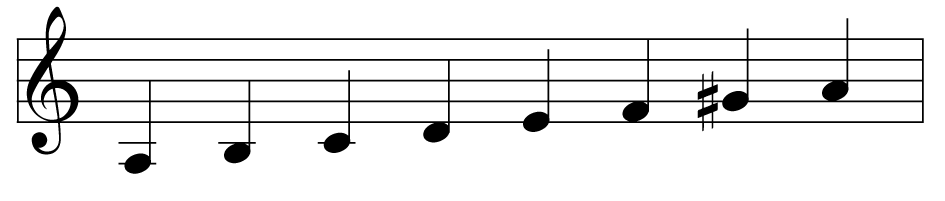
Scala armonica minore di La

La scala minore armonica viene così chiamata in quanto, nella musica tonale del periodo comunemente definito nella letteratura anglosassone come della "pratica comune" (da circa il 1600 a circa il 1900), gli accordi e le armonie erano derivate da essa più che dalla scala minore naturale o dalla scala minore melodica. La seconda aumentata tra il suo sesto grado ed il suo settimo grado innalzato (la "sensibile"), era tradizionalmente indesiderato nella progressione melodica, e veniva evitato ponendo questi toni in differenti voci in accordi adiacenti, come in questa progressione: Fa La♭ Re, Fa Sol Si, Fa La♭ Do (ii°b–V7d–iv in Do minore). Il La♭ nella voce centrale non ascende al Si, e il Si della voce superiore non discende al La♭.

## Eptatonia prima e seconda
I nomi eptatonia prima e eptatonia seconda sono applicati a diverse scale di sette note, che possono essere formate usando toni e semitoni, ma senza due semitoni in successione (alcune sono di interesse più che altro teorico). Esse sono:

### Eptatonia prima
Iniziando dalla nota La e proseguendo con le note della 'scala naturale minore' (La, Si, Do, Re, Mi, Fa, Sol, La), i sette modi sono:

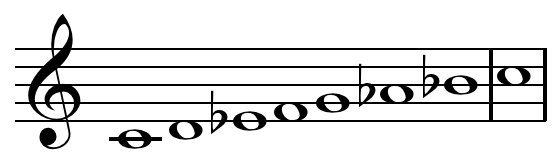
Modo eolio Do

- Modo eolio (naturale minore) t-s-t-t-s-t-t

- Modo locrio s-t-t-s-t-t-t

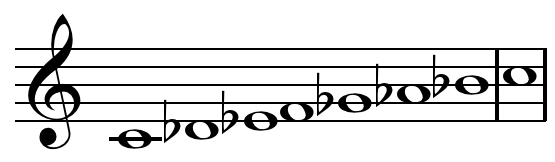
Modo locrio Do

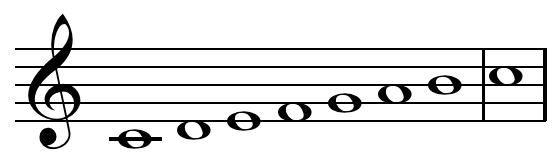
Modo ionio Do

- Modo ionio (maggiore) t-t-s-t-t-t-s

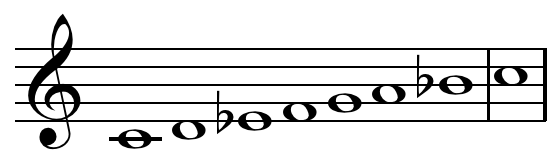
Modo dorio Do

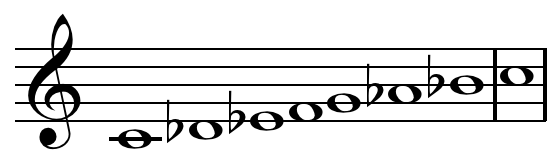
Modo frigio Do

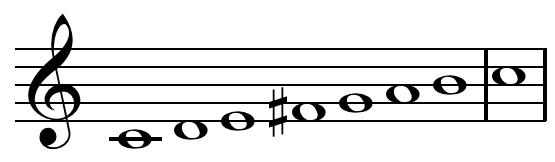
Modo lidio Do

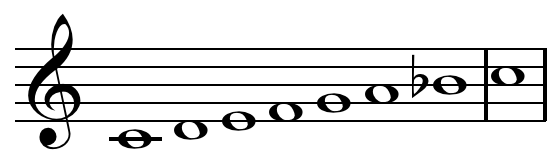
Modo misolidio Do

- Modo dorico t-s-t-t-t-s-t

- Modo frigio s-t-t-t-s-t-t

- Modo lidio t-t-t-s-t-t-s

- Modo misolidio t-t-s-t-t-s-t

### Eptatonia secunda
La differenza tra i modi diatonici e l'eptatonia secunda è che mentre i primi hanno due o tre toni tra ogni semitono, questi ultimi modi ne hanno uno e quattro.
Questi sono a volte chiamati modi di ascendente minore melodica, dal momento che è la scala più comunemente usata di questo tipo, ma altri modi possono essere prodotti partendo da gradi diversi.
Così, partendo dalla nota La come sopra e seguendo le note della scala melodica minore ascendente (La, Si, Do, Re, Mi, Fa♯, Sol#, La) si ottengono questi sette modi:

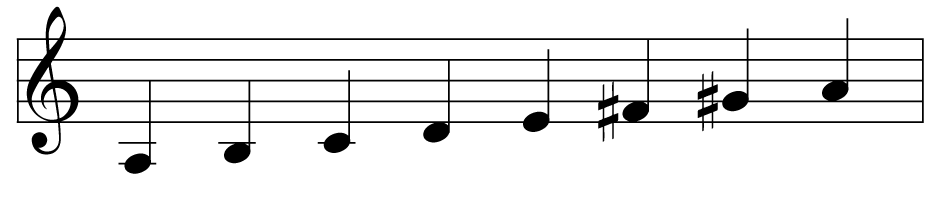
Scala ascendente melodica minore di La

- 'Melodica minore ascendente' t-s-t-t-t-t-s
- 'Modo frigio sesto aumentato s-t-t-t-t-s-t coniuga il frigio secondo piano e il dorio sesto aumentato
- 'Modo lidio quinto aumentato t-t-t-t-s-t-s coniuga il lidio quarto con il quinto aumentato

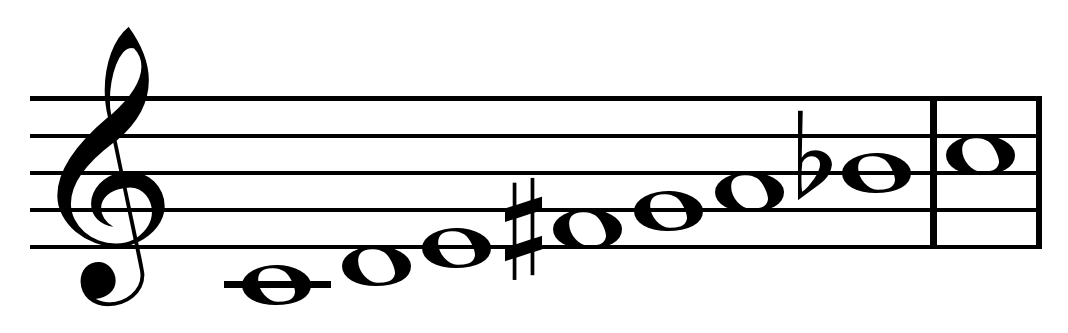
Scala acustica di Do

- La scala acustica o lidia dominante t-t-t-s-t-s-t così chiamata perché vicina alla scala costruita su toni naturali, combina il lidio quarto aumentato con il misolidio settimo naturale (dominante) (controllare)
- Scala "maggiore-minore" t-t-s-t-s-t-t come la naturale minore (eolia) ma con una terza maggiore

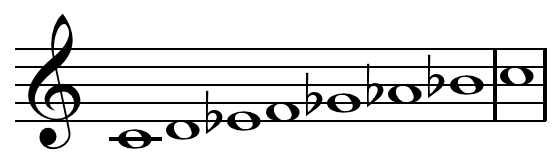
Scala semidiminuita di Do

- Scala semidiminuita o locria#2 t-s-t-s-t-t-t è simile alla locria ma con una seconda aumentata

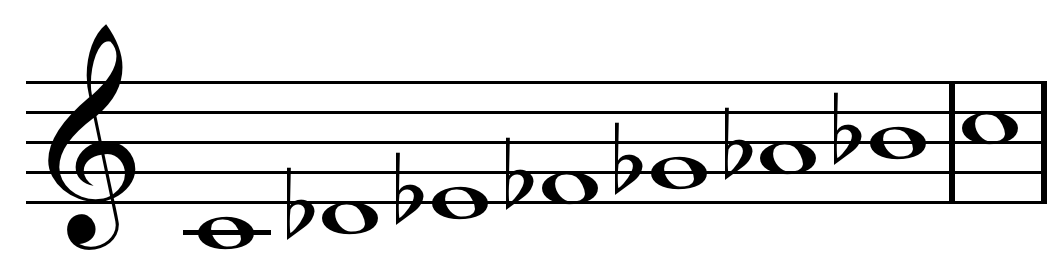
Scala alterata di Do

- Scala alterata s-t-s-t-t-t-t come la locria ma con una quarta diminuita

Queste modi sono più scomodi da usare rispetto a quelli delle scale diatoniche a causa dei quattro toni consecutivi conseguenti agli intervalli aumentati da un lato mentre il tono tra due semitoni dà luogo ad intervalli diminuiti dall'altro. Ad esempio, gli ultimi due modi sopra indicati hanno entrambi triadi diminuite locridi costruite sulle loro toniche, dando tonalità instabili, mentre il terzo modo non solo ha una quarta aumentata, come nel modo lidio, ma anche una quinta aumentata, rendendo la dominante e sottodominante inutilizzabili.

## Eptatonia terza

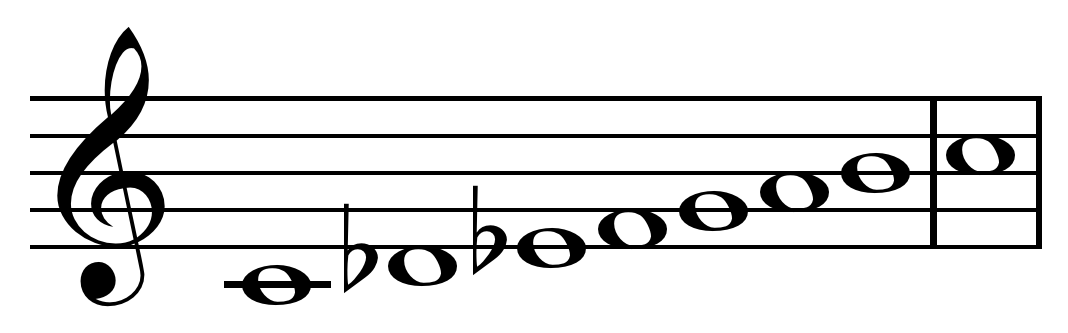
Scala napoletana maggiore di Do

L'ultimo gruppo di scale di sette note con intervalli di toni e semitoni è detto eptatonia terza, ed è costituito da scale con due semitoni adiacenti – che costituiscono una scala esatonale, ma con una nota addizionale – talvolta in questa sequenza: Si Do Re Mi Fa♯ Sol♯ La♯.

## Altre scale eptatoniche

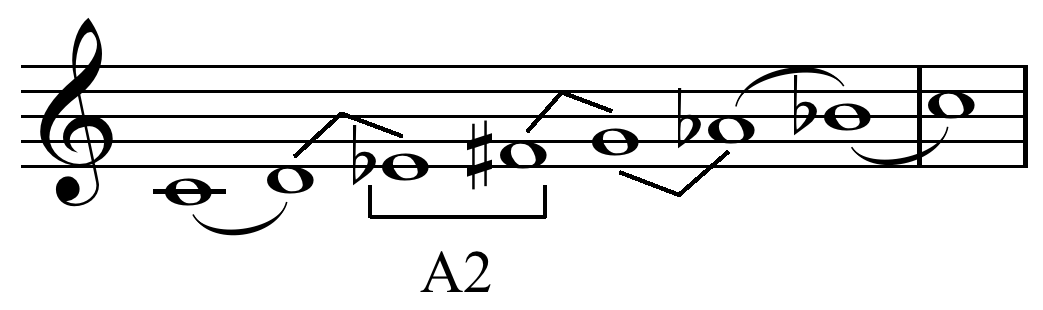
Scala ungherese zigana

Se viene usato un intervallo di seconda aumentata, è possibile realizzare numerose altre scale. Tra queste:
- Zingara I-♭II-III-IV-V-♭VI-VII
- Ungherese I-II-♭III-♯IV-V-♭VI-VII

Le scale sono simmetriche rispetto alla tonica e alla dominante, rispettivamente, e i nomi sono a volte usati in modo intercambiabile.

Scala frigia dominante

Scala frigia dominante maggiore o dominante armonica minore I-♭II-III-IV-V-♭VI-♭VII
Differisce dalla frigia nell'avere una terza maggiore. Essa può anche essere considerata come costruita sulla dominante della scala minore armonica.

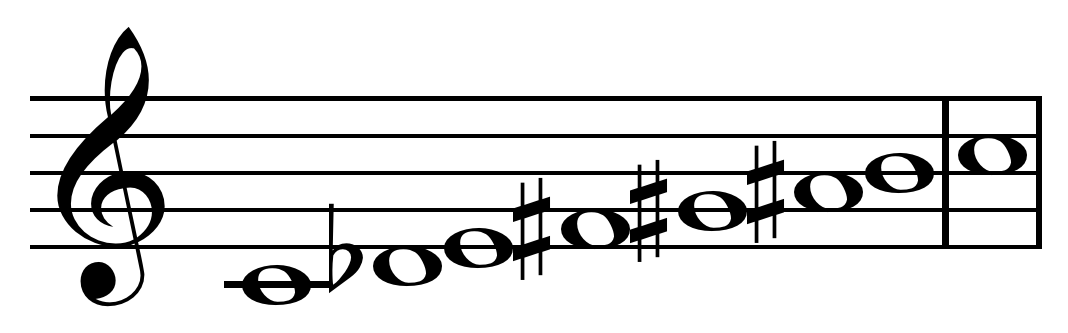
Scala enigmatica di Do

La scala enigmatica di Verdi I-♭II-III-♯IV-♯V-♯VI-VII i.e. G A♭ B C♯ D♯ E♯ F♯, è simile all'eptatonica terza menzionata sopra, differendo soltanto per il secondo grado in diesis.

## Melakarta
Melakarta è un metodo classico, tipico del sud dell'India, di organizzare i raga in base alle loro scale eptatoniche uniche. Il numero teorico di Melakarta deriva dal calcolo aritmetico e non dalla pratica carnatica, che utilizza un numero di scale molto minore. I melakarta di sette toni sono considerati sottoinsiemi di una scala di dodici toni in modo analogo alla scala cromatica occidentale. Il primo e quinto tono melakarta, corrispondenti al primo e settimo tono cromatico, sono invariabili in inflessione, mentre al quarto tono melakarta, corrispondente al quinto o sesto tono cromatico, è consentita solo una tra due possibili inflessioni, una posizione naturale (shuddah) e una aumentata (tivra). Quindi il numero di forme possibili è pari al doppio del quadrato del numero di modi in cui un sottoinsieme due membri può essere estratto da un insieme di quattro:
{\displaystyle 2\cdot \left({\frac {4!}{2!\cdot 2!}}\right)^{2}=2\cdot 6^{2}=2\cdot 36=72}

## Thaat
La teoria eptatonica indostana prevede inoltre che il secondo, terzo, sesto e settimo grado della scala eptatonica (septak) possano anche avere due inflessioni ciascuno; in questo caso, una posizione naturale e una diminuita (komal). Aritmeticamente questo produce  25, o 32 possibilità, ma la teoria indostana, in contraddizione alla carnatica, esclude le scale non comunemente usate.

## Notazione Gongche cinese
La scala Gongche eptatonica è Do, Re, Mi ,[tra Fa e Fa♯], Sol, La ,[tra Si♭e Si].